# 山本佳希
山本 佳希（やまもと よしき、男性、本名：今井 芳樹、いまい よしき、1965年（昭和40年）5月8日 - ）は、兵庫県出身の俳優である。

## 概要
兵庫県立星陵高等学校卒業後、1984年慶應義塾大学文学部入学。1986年在学中に仁村ヒトシらとパノラマ歓喜団を旗揚げ。
1989年作家の中野俊成らとハラホロシャングリラ旗揚げ、以降の全ての作品に出演。ハラホロシャングリラ劇団員のコントユニット「バラライカ（滝裕次郎・松澤仁晶）」で人力舎所属のタレントとなる。
平成4年度NHK新人演芸大賞優秀賞受賞。「高田文夫杯争奪OWARAIゴールドラッシュ」優勝。
その後、バラライカは活動休止し、現在はMeiMei所属。
2005年朗読ユニット「朗読組さんだる」で朗読活動も始める。➡2007年活動休止。
2017年ハラホロシャングリラ活動休止以降は、自身の演劇ユニット「ボビボビ。」（活動期間2011年～2014年）を立ち上げたり、自身の経営するバーBASEを拠点とするBASEプロデュースでプロデューサーとしても活躍している。

## ハラホロシャングリラ出演作品
- 想像絶する300円の謎（1989年7月／キッドアイラックホール）
- 君はバカを見たか?（1989年10月／キッドアイラックホール）
- シャカリキ（1990年5月/キッドアイラックホール）
- Poco-Adagio（1991年8月/109スタジオ）
- Staccato（1992年7月／シアターモリエール）
- ぬりたてのペンキ（1992年12月／原宿ラフォーレミュージアム）
- ちぐはぐ（1993年7月）
- 考える人（1993年11月／シアターモリエール）
- からっぽなクラゲ（1994年6月／シアターVアカサカ）
- いちばん大事なもの（1994年8月／シアターサンモール）
- 不思議の環（1994年11月/ビプランシアター）
- ただそれだけのこと（1995年3月／シアターサンモール）
- KEY WORDS（1995年7月／シアターモリエール）
- どうしようもないもの（1995年12月／シアターサンモール）
- からっぽなクラゲ'96（1996年5月／東京芸術劇場）
- われもの注意（1996年10月／シアターサンモール）
- ScrapBook（1997年5月／シアターサンモール）
- 不思議の環2（1997年11月／シアターサンモール）
- Refresh Room（1998年11月／シアターサンモール）
- Rest Room（1999年6月／シアターサンモール）
- ただそれだけのこと（劇団旗揚げ10周年記念3ヶ月連続公演／1999年11月／シアターサンモール）
- ぬりたてのペンキ（劇団旗揚げ10周年記念3ヶ月連続公演／1999年12月／シアターサンモール）
- われもの注意（劇団旗揚げ10周年記念3ヶ月連続公演／2000年1月／シアターサンモール）
- ラジオ体操の朝（2000年4月／シアターサンモール）
- Duralumin Case（2000年11月／青山円形劇場）
- 受付の女たち（2001年5月／シアターサンモール）
- あなたとホテルに来た理由（2001年11月／シアターサンモール）
- 怖いのキライ!（2002年5月／シアターサンモール）
- ロマンチック ROMANTIQUE（2002年11月／シアターサンモール）
- MISS（2003年8月／紀伊国屋ホール）
- 受付の女たち'04（2004年6月／紀伊国屋ホール）
- ワンダーランド（2004年11月／紀伊国屋ホール）
- ジェスチャーゲーム（2005年6月紀伊国屋サザンシアター）
- Duralumin Case ジュラルミンケース（2005年11月／シアターサンモール）
- プラス／マイナス／ゼロ（2006年6月／紀伊国屋サザンシアター）
- ピンク（2006年11月／シアターサンモール）
- われもの注意（2007年6月／紀伊国屋サザンシアター）
- ロマンチック（2007年11月／紀伊国屋ホール）

## 朗読組さんだる作品
- 高瀬舟-森鷗外-（2005年2月/BASE）
- 藪の中-芥川龍之介-（2005年4月/BASE）
- 翼-三島由紀夫-（2005年7月/BASE）
- さかあがりの神様-重松清-（2005年10月/キッドアイラックホール）
- 聖夜の肖像-浅田次郎-（2005年12月/キッドアイラックホール）
- まゆみのマーチ-重松清-（2006年6月/キッドアイラックホール）
- ハートブレイカー-西尾剛「Nのブログ〜竹内との戦い」-（2007年4月/キッドアイラックホール/神戸イカロスの森）

## ボビボビ。作品
- 汗はまだかける（2011年2月/中目黒ウッディシアター）
- 2980！！（2012年2月/小劇場楽園）
- さよならさくら荘（2013年6月/劇小劇場）
- ハイパーミラクルマイファーザー！（2014年6月/劇小劇場）

## BASEプロデュース作品
- 往復書簡〜二十年後の宿題 -湊かなえ-（2011年11月/BASE）
- 往復書簡〜十五年後の補習 -湊かなえ-（2012年3月/BASE）
- 向日葵と夕凪（2012年8月/BASE）
- 往復書簡 まとめ公演 -湊かなえ-（2012年10月/BASE/神戸イカロスの森）
- 過去から来た女（2012年12月/BASE）
- お盆に家族でバーへ行く（2013年8月/BASE）
- まるでデジャヴな眠り姫（2013年12月/BASE）
- 男と女はそうじゃないでしょ（2014年3月/BASE）
- お盆に家族でバーへ行く/お盆に家族で関東煮(再演)（2014年8月/BASE/神戸酒処よしや）
- クリスマスは予定がない（2014年12月/BASE）
- ヒガンノウタ（2015年3月/BASE/神戸酒処よしや/熱海海福寺）
- 僕らの人生はどこから始まった？（2015年11月/BASE）
- 聖夜に無職なサンタたち（2015年12月/BASE）
- ビューティフルサンデイ（2016年2月/ギャラリールデコ）
- ゴールデンウィーク持ち寄り朗読会（2016年4月/BASE）
- 夏休み持ち寄り朗読会（2016年8月/BASE）
- 向日葵と夕凪（2016年9月/BASE）
- 忘れたい忘れられない（2017年1月/BASE/神戸酒処よしや/3月熱海海福寺）
- お國と五平（2017年6月/BASE）
- コントラクト（2017年7月/BASE）アンコール公演（2017年9月/BASE）
- なまけものは夕暮れ時から忙しい（2017年10月/BASE）
- まるでデジャヴな眠り姫（2018年1月/BASE）
- ビューティフルサンデイ（2018年3月/ギャラリールデコ/神戸イカロスの森）
- めぐるひかり（2018年6月/BASE）
- いざさらば/メゾン（2018年12月/BASE）
- コントラクト(再演)（2019年5月/BASE/神戸酒処よしや）
- 後妻のお作法（2019年7月/BASE）まじめな隣人（2019年10月/BASE）
- 冷徹（2020年2月/BASE）
- BAKELACCAO!〜バケラッチョ2020（2020年9月/配信公演）
- 再生（2020年10月/配信公演）
- クリスマスは予定がない（2020年12月/配信公演）

## 舞台客演作品
- 泥（2005年9月/ベビサンダー/ハラホロシャングリラアトリエ）
- 短篇集Vol.1-図書館的人生-（2006年3月/イキウメ/サンモールスタジオ）
- 箱の中で散歩（2006年4月/AtticTheater/MOMO）
- サンクチュアリ（2006年8月/まるおはな/オフオフシアター）
- 棄憶（2006年10月 - 11月/G-up/恵比寿site）
- 貴婦人の帰還（2008年10月/ガイアデイズファンクションバンド/あうるすぽっと）

- 闇の向こう側（2009年4月/はらぺこペンギン/劇小劇場）
- 向日葵と夕凪（2009年7月/七里ガ浜オールスターズ/ギャラリールデコ）
- それでも、ボクのアイドル（2010年4月/はらぺこペンギン！/劇小劇場）
- THE LIFEMAKER（2010年12月/DART’S/ギャラリールデコ）
- 巨大なウェディングケーキ（2011年6月/ami produce/新宿眼科画廊）
- リーディングパラシエンプレ（2011年9月/パラシエンプレ/東洋館）
- 10年目のペンギン（2012年6月/はらぺこペンギン！/中野ザポケット）
- ハッピータイム灰&とーくおぶざでっど異（2012年8月/JOHNNY TIME/エビス駅前バー）
- 三番目の恋人（2013年2月/b.oder/乃木坂COREDO）
- モグラのヒカリ（2013年10月/IKEYA食堂/中野MOMO）
- レーザービーム！（2014年1月/はらぺこペンギン！/駅前劇場）
- よりどころ（2014年7月/はらぺこペンギン！/BASE）
- BAKELACCAO！バケラッチョ！（2014年8月/はらぺこペンギン！/BASE）
- 舞首〜三つ巴の里（2015年5月/鬼の居ぬ間に/シアター711）
- カイギ！（2015年5月/はらぺこペンギン！/BASE）
- メタモルンリンクル（2015年6月/はらぺこペンギン！/BASE）
- Gokko！（2015年7月/はらぺこペンギン！/BASE）
- Dの再審（2016年3月/かはづ書屋/アトリエ空洞）
- チェンジザダイアリー（2016年6月/はらぺこペンギン！/眼科画廊）
- 鬼ヶ島平八郎一家の乱！（2016年11月/はらぺこペンギン！/駅前劇場）
- よりどころ（2017年8月/はらぺこペンギン！/BASE）
- Rental！（2017年8月/はらぺこペンギン！/BASE）
- 座敷わらし〜眠るは我が愛し子（2017年11月/鬼の居ぬ間に/古民家asagoro）
- 不思議の国でノックアウト（2017年12月/はらぺこペンギン！/中野BONBON）
- 渦中の花（2018年4月/room42/王子小劇場）
- Dの再審(再演)（2018年9月/かはづ書屋/小劇場楽園）
- 古書パラレル浪漫譚（2018年10月/はらぺこペンギン！/神保町花月）
- 逆柱〜追憶の呪い（2019年3月/鬼の居ぬ間に/小劇場B1）
- 流星メモリー×4（2019年12月/はらぺこペンギン！/テアトルBONBON）
- ゼンマイノート（2020年11月/はらぺこペンギン！/配信公演）
- 大人のサスティナイト〜もしもしこちらSDGs相談室（2020年12月/デモクラTVスタジオ/アートにエールを！ステージ型参加作品）
- ゆかりカタログ（2021年4月/劇団papercraft/新宿眼科画廊）
- ゆらりゆられ（2023年11月/teamキーチェーン/吉祥寺シアター・大阪市立芸術創造館）[1]
- JULIO-フリオ-（2025年8月〈予定〉/下北沢駅前劇場）[2]

## 映画
- 遊びの時間は終わらない（1991年）
- ヒートアイランド（2007年）

## テレビCM
- 丸井フレッシャーズ
- サントリーはちみつレモン
- 任天堂テトリスフラッシュ
- ナショナルIH鍋
- P&G部分ブリーチ
- キリン四国限定まる飲み生
- 大塚ファイブミニ
- 日経新聞
- NEC企業CM
- ロッテフラボノガム
- Xebio
- サッポロ生ビール黒ラベル
- 大一商会CR天才バカボン
- グリコ大人のポッキー
- パチンコCR天才バカボン
- ワイモバイル
- コニカミノルタ
- ネスカフェバリスタアイ
- 住友ゴム　ミライエプロモーション
- 伊藤ハム　ポールウィンナー

## TVドラマ・バラエティ等
- TBS「大帝国劇場」レギュラー
- フジ「タモリのボキャブラ天国」レギュラー
- 「オンリー・ユー　愛されて」
- 「闇の脅迫者（江戸川乱歩・淫獣より）」
- 「マイ・リトル・シェフ」
- 「隣の家族は青く見える」フジテレビ

## 賞詞
コントユニット・『バラライカ』として受賞
- 第8回高田文夫杯争奪OWARAIゴールドラッシュ優勝（高田文夫のラジオビバリー昼ズ）
- 平成4年度NHK新人演芸大賞優秀賞